# Павловка (Оренбургский район)
Павловка — село в Оренбургском районе Оренбургской области. Входит в состав Подгородне-Покровского сельсовета.

## География
Село расположено недалеко от районного центра — Оренбурга.
Часовой пояс
Село Павловка как и вся Оренбургская область, находится в часовой зоне МСК+2. Смещение применяемого времени относительно UTC составляет +5:00.

## Население
| 2002 | 2010  | 2021  |
| ---- | ----- | ----- |
| 837  | ↗1639 | ↗1994 |